# Cryptologie dans Le Scarabée d'or
 (juin 2018).
- Si vous ne connaissez pas le sujet, laissez ce bandeau (vous pouvez alors contacter les auteurs).
- Si vous supprimez le contenu mis en cause (vous pouvez préalablement contacter les auteurs),

argumentez précisément cette suppression dans la page de discussion
(un manque de référence n'est pas un argument ; une recherche réelle de référence doit avoir été effectuée, être formellement documentée).

Le récit Le Scarabée d'or tiré des Histoires extraordinaires d'Edgar Allan Poe présente la cryptologie sous quelques-uns de ses aspects.
La nouvelle publiée en 1843 dans le Philadelphia's Dollar Newspaper popularisa la cryptographie auprès du grand public et contribuera à établir la réputation de cryptographe hors pair de l'écrivain aux yeux de ses contemporains .
Outre le suspense et l'étrange ambiance de cette histoire, la cryptographie, autant que la cryptanalyse sont illustrées à partir d'un seul exemple simple, cœur de l'intrigue : un vieux parchemin très mince et sale, supposément écrit par le capitaine Kidd — pirate renommé — et découvert par William Legrand, héros de l'histoire. Une traduction française de cette nouvelle est due à Charles Baudelaire.

## Stéganographie
Ce document semble vierge mais, exposé à la chaleur par un concours de circonstances, fait apparaître le dessin d'un crâne. Cette apparition est l'illustration d'une technique stéganographique très populaire dite de « l'encre invisible ». Poe, par son héros, explique deux méthodes de fabrication d'une encre permettant d'obtenir ce résultat :
- «...le safre[a], digéré dans de l'eau régale et délayé dans quatre fois son poids d'eau ; il en résulte une teinte verte. »
- « Le régule de cobalt[b], dissous dans l'esprit[c] de nitre, donne une couleur rouge. »

Ces substances voient leur couleur disparaître en refroidissant, mais réapparaître aussitôt en présence de chaleur.
Un autre dessin finit par apparaître à la suite d'une application plus homogène et soutenue de chaleur sur le parchemin : un chevreau, en position de signature. Cette figure amène Legrand à penser que le document a été écrit par le capitaine Kidd : « chevreau » se dit « kid » en anglais.

## Cryptanalyse

### Les énigmes cryptographiques duAlexander's Weekly Messenger
Dès 1839, Poe s'intéresse à une méthode rigoureuse destinée à résoudre ou concevoir des énigmes et, dans une réponse adressée à un lecteur du journal Alexander's Weekly Messenger, il affirme qu'il existe des règles qui permettent de déchiffrer facilement toute écriture hiéroglyphique utilisant au hasard n'importe quelles marques au lieu des lettres alphabétiques.
Poe lance un défi aux lecteurs du journal, se déclarant capable de décrypter n'importe quel code par substitution monoalphabétique qui lui serait soumis et de fait, il en décrypte sans mal plusieurs dizaines, suscitant au fil des mois l'admiration du public.
Au mois d'avril 1840 paraît dans le même journal un code plus complexe que les précédents, où le même caractère codé recouvre deux lettres différentes :
| C'WW WPB VKI WPYKIY UN BI VKONJ C'WW NZV BI VU VKI XIEB DZCNJ PFL WPJI BI YVPEV IPNK AUWWB YKPWW EINIOXI MB YVCFL IPNK UCNI ZFVU MB AIIV CWW GECFL PFL MPJI CV YMPEV. |

Un autre est adressé à l'écrivain-reporter qui contient des signes arbitraires et des figures se substituant aux différentes lettres de l'alphabet:
| 8n( )h58td w!O bt !x6ntz k65 !nz k65,81tn bhx 8ndhPxd !zw8x 6k n6 ?6w—tud !x86n; x=tOzt55!zt x=t w8nz 8n 8xd 62n tdXttw !nz k65 ?t 8x x6 5t36 t5 8xd Pt ?tP b3 5 t ?tUst. () hn8hd. |

Qu'importe, Poe en vient à bout dans les deux cas et y trouve l'inspiration d'un récit didactique sur ce thème et l'opportunité d'attiser l'engouement de ses lecteurs :« Nous maintenons délibérément que l'ingéniosité humaine ne peut pas concocter un code secret que l'ingéniosité humaine ne puisse résoudre »[source insuffisante].
En juillet 1841, Poe expose ses techniques dans un article intitulé « Quelques mots sur l'écriture secrète » qui préfigure la méthode de décryptage exposée dans le Scarabée d'or.
En 1843, Poe retranscrit finalement son expérience sous forme aventureuse dans le Scarabée d'or qui demeure, avec les cryptogrammes de Voyage au centre de la Terre et de La Jangada, romans de Jules Verne, le texte le plus abouti en termes de cryptographie romanesque[réf. nécessaire].
Le héros, en apparence rendu fou par la morsure d'un scarabée d'or, découvre un trésor dans des conditions rocambolesques qui s'avèrent en définitive complètement rationnelles.

### Le décryptage du message
Dans le récit du Scarabée d'or, le message secret  est révélé en prolongeant le chauffage du parchemin découvert; voici le cryptogramme reproduit ici :
| 53‡‡†305))6*;4826)4‡.)4‡);806*;48‡8 ¶60))85;1‡(;:‡*8†83(88)5*†;46(;88*96 *?;8)*‡(;485);5*†2:*‡(;4956*2(5*—4)8 ¶8*;4069285);)6†8)4‡‡;1(‡9;48081;8:8‡ 1;48†85;4)485†528806*81(‡9;48;(88;4 (‡?34;48)4‡;161;:188;‡?; |

Comment Legrand s'y est-il pris pour déchiffrer ce texte ?
Il a d'abord adopté l'hypothèse que le capitaine Kidd avait fait appel à un chiffrement simple comme la substitution. De plus le logogramme de chevreau dont la signification n'est pertinente qu'en anglais amène à penser que c'est dans cette langue que le message a été chiffré.
Il faut noter tout de même que les espaces ont été enlevés, ce qui complique un peu la découverte des mots.

### Analyse fréquentielle
En dénombrant les signes constituant le message et en comparant ces résultats aux statistiques liées à la langue anglaise, Legrand retrouve quelques lettres du message et, par propagation, d'autres lettres et mots. Mais on a d'abord le tableau de dénombrement suivant :
| signes      | 8  | ;  | 4  | ‡ et ) | *  | 5  | 6  | (  | † et 1 | 0 | 9 et 2 | : et 3 | ? | ¶ | — et . |
| occurrences | 33 | 26 | 19 | 16     | 13 | 12 | 11 | 10 | 8      | 6 | 5      | 4      | 3 | 2 | 1      |

À noter que le signe ( a été négligé par Poe dans son décompte.
Si l'on compare au tableau des indices de fréquence de la langue anglaise ci-dessous, on peut déduire des hypothèses valables selon lesquelles le signe 8 serait la lettre e et le signe ; serait le t.
|                             | A    | B    | C    | D    | E     | F    | G    | H    | I    | J    | K    | L    | M    | N    | O    | P    | Q    | R    | S    | T    | U    | V    | W    | X    | Y    | Z    |
| indice fréquence en Anglais | 8.08 | 1.67 | 3.18 | 3.99 | 12.56 | 2.17 | 1.80 | 5.27 | 7.24 | 0.14 | 0.63 | 4.04 | 2.60 | 7.38 | 7.47 | 1.91 | 0.09 | 6.42 | 6.59 | 9.15 | 2.79 | 1.00 | 1,89 | 0,21 | 1,65 | 0,07 |

Poe utilise un tableau de fréquences différent (celui de l'encyclopédie de Rees (en)) qui lui donne bien le e en lettre anglaise la plus utilisée mais la suite est différente a o i d h n r s t u y c f g l m w b k p q x z. Le t étant mal « noté » statistiquement il ne l'utilise pas dans ses hypothèses. On va vite voir que cela ne handicapera pas son héros pour déchiffrer le texte.
Poe pointe une autre particularité de la langue anglaise, à savoir l'intervention fréquente du doublement de la voyelle e dans les mots.
Si l'on prend comme hypothèse que e est représentée par 8, on constate que 88 est largement le doublon le plus fréquent de ce texte. Pour Legrand l'hypothèse semble se confirmer.

### Mots fréquents
Voici le texte coloré et contenant des ancres de référence pour y revenir pendant la lecture des explications ci-après.
| 53‡‡†9. 305))6*;4826)4‡.)4‡);806*;48‡8 ¶60))85;1‡(;:*8†83(887. )5*†;46(;88*8. 96 *?;8)*‡(;485);5*†2:*‡(;4956*2(5*—4)8 ¶8*;4069285);)6†8)4‡‡;1(‡9;48081;8:8‡ 1;48†85;4)485†528806*81(‡9;484. ;(88;45. (‡?346. ;48)4‡;161;:188;‡?; |

En anglais le mot le plus utilisé est the. En considérant que ce texte est assez long et rédigé correctement, il devrait donc comporter ce mot en de nombreux exemplaires. C'est donc par la recherche d'une suite de trois signes dont le dernier est 8 et répétée à plusieurs endroits du texte que Legrand continue sa cryptanalyse. Avec notre tableau de fréquence et l'hypothèse que ; représente t nous pouvons confirmer d'autant plus ce procédé.
On repère donc la suite ;48 comme étant probablement le mot the ce qui nous donne les correspondances :
t, h, e sont respectivement représentés par ; 4 et 8.
La technique est ensuite de maximiser ses chances de découvrir un mot en cherchant les suites de signes comportant un maximum de lettres déjà découvertes. On trouve ainsi peu après la 6e occurrence de the[4] la suite ;(88;4[5] qui comporte six signes dont cinq connus. Cela donne t(eeth. Résumons. On sait que cette suite de signes comporte au moins un mot puisque le mot précédent est the. Si l'on remplace le signe inconnu par chacune des lettres de l'alphabet, aucun mot anglais n'apparaît. Cependant en restreignant la recherche à t(ee, — th ferait alors partie du mot suivant — on découvre que le signe ( correspond probablement au r pour former le mot tree (arbre en français).
En prolongeant les essais, Legrand trouve que (‡?34[6] correspond au mot through et en déduit que les lettres o, u et g sont représentées par ‡ ? et 3. Puis il trouve que †83(88[7] correspond à degree et déduit que la lettre d est représentée par †. Suivent ;46(;88*[8] et 53‡‡†[9] qui correspondent à thirteen et agood, ce qui amène Poe à détailler le tableau de correspondances suivant :
| signes      | 8 | ; | 4 | ‡ | * | 5 | 6 | † | 3 | ? | ( |
| occurrences | e | t | h | o | n | a | i | d | g | u | r |

Poe nous épargne alors les détails de la continuation du déchiffrement étape par étape en nous donnant le texte complètement transcrit. Pour le jeu, nous allons continuer jusqu'au bout. Voici donc le texte tel qu'il serait retranscrit en utilisant seulement le tableau ci-dessus :
| agoodg0a))inthe2i)ho.)ho)te0inthede ¶i0))eat1ort:onedegree)andthirteen9i nute)northea)tand2:north9ain2ran-h)e ¶enth0i92ea)t)ide)hoot1ro9the0e1te:eo 1thedeath)heada2ee0ine1ro9thetreeth roughthe)hot1i1t:1eetout » |

Ce n'est pas encore très clair, mais en reprenant le tableau d'indices de fréquence, on peut constater que nous avons découvert jusqu'alors les principales lettres composant tout texte anglais sauf le s. Clairement, parmi les signes restant à déchiffrer ) est le plus fréquent et on peut raisonnablement faire l'hypothèse qu'il s'agit du s. En observant la suite degree)andthirteen9inute)northea)t on devine aisément qu'il s'agit du mot degrees (pluriel) pour composer une direction à la boussole (en fait ici, il s'agit d'une élévation). Les degrés, minutes et secondes sont les unités d'une telle description; on en déduit que ) et 9 représentent s et m et le texte devient :
| agoodg0assinthe2isho.shoste0inthede ¶i0sseat1ort:onedegreesandthirteenmi nutesnortheastand2:northmain2ran-hse ¶enth0im2eastsideshoot1romthe0e1te:eo 1thedeathsheada2ee0ine1romthetreeth roughtheshot1i1t:1eetout |

On peut trouver facilement le signe 0 avec agoodg0assinthe. Sachant que le r est déjà découvert, reste le l pour obtenir glass, soit « verre » en français et la transcription de ce début de phrase devient Un bon verre dans le/la.... Le texte complet devient :
| agoodglassinthe2isho.shostelinthede ¶ilsseat1ort:onedegreesandthirteenmi nutesnortheastand2:northmain2ran-hse ¶enthlim2eastsideshoot1romthele1te:eo 1thedeathsheada2eeline1romthetreeth roughtheshot1i1t:1eetout |

Là on trouvera la longue suite de signes eastsideshoot1romthele1te:eo1the où semble apparaître le mot from (avec 1 pour f). La suite devient tout de suite plus claire eastsideshootfromthelefte:eofthe et le seul mot qui vient à l'esprit pour transcrire e:e est eye avec : représentant le y.
| agoodglassinthe2isho.shostelinthede ¶ilsseatfortyonedegreesandthirteenmi nutesnortheastand2ynorthmain2ran-hse ¶enthlim2eastsideshootfromthelefteyeo fthedeathsheada2eelinefromthetreeth roughtheshotfiftyfeetout |

Il reste alors très peu de signes à trouver et and2ynorth devient andbynorth (traduit en français par Baudelaire en « quart de nord ») avec 2 représentant b, puis de mainbran-hse¶enthlimb, on peut conclure que — et ¶ représentent respectivement c et v, notamment en voyant l'allusion à l'arbre un peu plus loin dans le texte (branch a été traduit par Baudelaire en « tige » et seventh limb par « septième branche »). La signification du signe ¶ (v) est corroborée par le mot devil (« diable » en français) vers le début du texte. Reste alors le signe . dans inthebisho.shostel. Seul le mot bishop complète correctement la proposition pour « évêque » en français.
On obtient donc le texte que Poe nous avait présenté auparavant:
| agoodglassinthebishopshostelinthede vilsseatfortyonedegreesandthirteenmi nutesnortheastandbynorthmainbranchse venthlimbeastsideshootfromthelefteyeo fthedeathsheadabeelinefromthetreeth roughtheshotfiftyfeetout |

On pourrait croire que le déchiffrement s'arrête là, mais Legrand fait encore une remarque intéressante sous la plume de Poe. Pour bien interpréter le texte, il est nécessaire de comprendre les « divisions naturelles » de celui-ci. Il constate alors que l'auteur n'a pu s'empêcher d'en faire trop pour justement masquer celles-ci et a serré plus que d'ordinaire les mots supposés délimiter les zones de sens. Legrand décèle cinq endroits où le manuscrit présente ces caractéristiques.
Voici le texte tel que Legrand l'a définitivement transcrit, ainsi que sa traduction :
« A good glass in the bishop's hostel in the devil's seat / forty-one degrees and thirteen minutes / north east and by north / main branch seventh limb east side / shoot from the left eye of the death's head / a bee line from the tree through the shot fifty feet out. »
« Un bon verre dans l'hostel de l'évêque dans la chaise du diable / quarante et un degrés et treize minutes / nord-est quart de nord / principale tige septième branche côté est / lâchez de l'œil gauche de la tête de mort / une ligne d'abeille de l'arbre à travers la balle cinquante pieds au large. »
Bien évidemment il restait encore au héros à trouver la signification de cette énigme, ce qu'il fit en partant à la poursuite du Capitaine Kidd et de son trésor enfoui.